# Sauer-scharf-Suppe

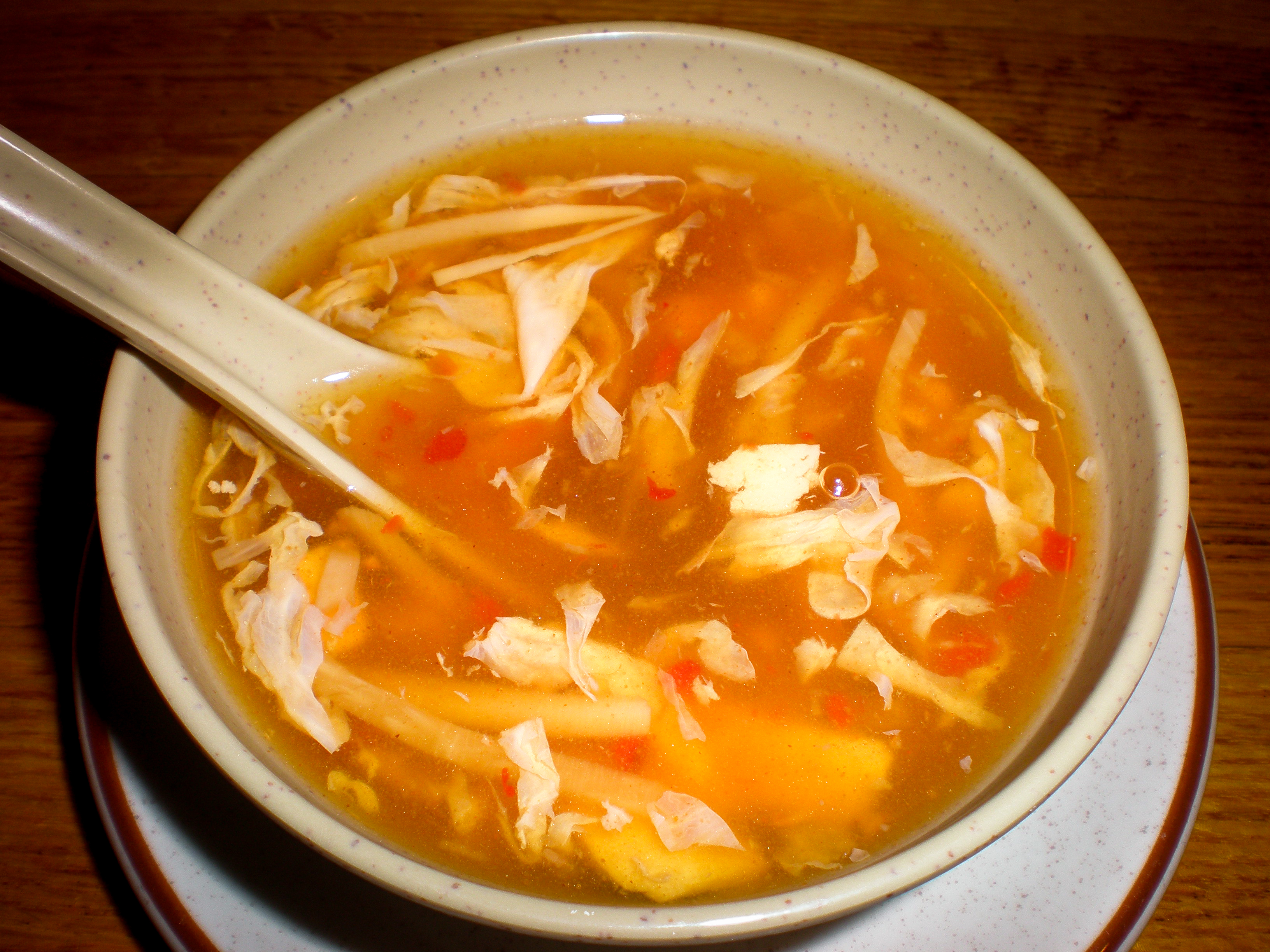
Sauer-scharf-Suppe

Die Sauer-scharf-Suppe (Lehnübersetzung von chinesisch 酸辣湯 / 酸辣汤, Pinyin Suānlàtāng) oder Pekingsuppe ist eine Einlaufsuppe der chinesischen Küche.
Sie ist besonders in Nord- und Westchina verbreitet, als Spezialität gilt sie insbesondere in der Provinz Sichuan und Peking, ähnliche Suppen finden sich aber auch in anderen chinesischen Regionalküchen sowie im gesamten südostasiatischen Raum.

## Zubereitung

### Bouillon
Grundlage ist in der Regel ein Hühnerfond. Charakteristisch für die Peking-Suppe ist die Andickung der Bouillon durch Speisestärke und der Eiereinlauf.

### Suppeneinlage
Als Suppeneinlage dienen in Streifen geschnittenes Hühner-, Schweine-, oder Entenfleisch, Zwiebeln, rote Paprika, Bambussprossen und Pilze, in der Regel Judasohren (Mu-Err, 木耳, genauer Hei Mu-Err, 黑木耳 ‚schwarzer Mu-Err-Pilz‘) und Shiitake (Xianggu, 香菇 oder Donggu, 冬菇). Es wird gelegentlich anstatt oder zusätzlich zum Fleisch in Streifen geschnittener Tofu hinzugegeben.
Als Garnitur werden häufig noch in Ringe geschnitzte Frühlingszwiebeln verwendet.

### Würzung
Charakteristisch für die Peking-Suppe ist ihr sauer-scharfer Geschmack, der durch die Zugabe von Reisessig und Chili/Chilisauce erreicht wird. Hinzu kommt Sojasauce (meist die helle und dunkle Sojasauce).
Darüber hinaus können je nach Geschmack auch noch Ingwer, Tomatenmark, Knoblauch, Paprikapulver und etwas Sesamöl (geröstet) verwendet werden.

## Anmerkung
1. ↑  Die Bezeichnung als Pekingsuppe (chinesisch 北京湯 / 北京汤, Pinyin Běijīngtāng) wird meist nur außerhalb des chinesischen Sprachraum genutzt; innerhalb Chinas kennt man diese Suppe gewöhnlich nur unter der chinesische Bezeichnung als suanlatang (酸辣湯 / 酸辣汤 – „Sauer-scharf-Suppe“).